# Parafia św. Michała Archanioła w Konarach
Parafia św. Michała Archanioła w Konarach – parafia rzymskokatolicka, znajdująca się w archidiecezji poznańskiej, w dekanacie jutrosińskim.